# Selen (minerál)
Selen (Delrio 1828 – popsán jako minerál, objeven dříve) je minerál selenu, který krystalizuje v klencové soustavě.

## Morfologie
Vzácně tvoří až 2 cm velké sloupečkovité až jehlicovité krystaly protažené podle vertikály. Krystaly někdy rovnoběžně srůstají. Také jako jehličkovité až plstnaté agregáty nebo jako jemné kůry, také kuličkovité útvary se sférolitickou strukturou. Velká část přírodních krystalů je trubkovitá, krystal bývá zonální a kanál se z jednoho konce krystalu na druhý zužuje. Krystaly z hořících hald bývají natavené.

## Vlastnosti

### Fyzikální vlastnosti
Dobrá štěpnost, je ohebný, ale není pružný. Tvrdost 2, hustota 4,80-4,82.

### Optické vlastnosti
Šedý, vryp má červený, lesk kovový. V tenkých vrstvách prosvítá červeně.

## Naleziště
V přírodě vzniká především jako produkt rozkladu selenidů (Bolívie v oblasti Potosí, USA na U-V ložiskách v pískovcích v Coloradu, Nevadě a Utahu), bývá produktem při důlních požárech (USA z dolu United Verde v Arizoně; Rusko) nebo vzniká na hořících haldách (Kladensko, Radvanice u Trutnova).